# Наёмник (фильм, 2017)
«Наёмник» (англ. Американский психопат
; дословно — «Американский убийца») — американский триллер режиссёра Майкла Куэста, основанный на одноимённом романе Винса Флинна. В главных ролях задействованы Дилан О’Брайен, Майкл Китон, Сэна Латан, Шива Негар и Тейлор Китч. Премьера фильма в США состоялась 15 сентября 2017 года, в России — 28 сентября.
Тайный наёмник ЦРУ Митч Рэпп (Дилан О’Брайен) опустошён потерей своей подруги в результате теракта. Заместитель директора ЦРУ Айрин Кеннеди (Сэна Латан) назначает Стэна Хёрли (Майкл Китон) обучать убитого горем, но серьёзно настроенного Митча навыкам предотвращения террористических операций и поиска преступников. Вместе они исследуют волну случайных, на первый взгляд, нападений на военные объекты и гражданских лиц, в результате которых им предстоит объединиться с иранским агентом Анникой (Шива Негар), чтобы остановить неизвестного оперативника (Тейлор Китч), который намерен начать Третью мировую войну на Среднем Востоке.

## Сюжет
Остров Ивиса. Студент Митч Рэпп (Дилан О'Брайен) отдыхает на пляже со своей невестой Катриной. Митч отправляется в бар за коктейлем, а в этот момент на пляже появляются террористы и убивают всех отдыхающих, в том числе и Катрину на глазах Митча. Рэпп бросает учёбу и с этого дня клянётся отомстить.
Проходит полтора года. Митч Рэпп ведёт переписку на арабском языке с предводителем террористов, которые виновны в смерти его девушки. Он отправляется в Триполи, где и встречает террориста. Там его привязывают к стулу. Митч уже почти освобождает руку и готовится убить предводителя, как в этот момент врываются агенты ЦРУ (которые следили за действиями Рэппа) и убивают всех террористов, а Митча доставляют в Лэнгли. Там убитого горем мстителя обучает умелый ветеран Стэн Херли (Майкл Китон). За время тренировок он обнаруживает, что Митч не подчиняется приказам и пытается отказаться от него, но всё тщетно.
В Варшаве некий Призрак (Тейлор Китч) готовится к сделке по передаче части ядерной бомбы, однако сделка срывается и ему приходится скрыться. Стэн узнаёт в нём своего ученика Ронни. Вместе с заместителем директора ЦРУ Айрин Кеннеди (Сэна Латан) им удаётся вычислить, что следующая сделка будет проходить в Стамбуле. Кеннеди включает в состав группы Херли «Орион» Митча Рэппа.
Группу Стэна отправляют в Стамбул, где их встречает агент ЦРУ Анника Огден. Операция терпит крах, но Рэппу удаётся добыть ноутбук сообщника Призрака. Благодаря ноутбуку удаётся вычислить следующее место сделки — Рим. «Орион» прибывает в Италию и Херли вместе с Митчем и Анникой обосновываются в отеле. Тем временем Призрак в своей штаб-квартире встречается с иранским премьер-министром Бехрузом. Бехруз помогает Призраку, так как хочет нанести ядерный удар по Израилю. Анника и Митч прослушивают их разговор, а в этот момент появляются приспешники Призрака, но вовремя появившийся Херли спасает положение. Митч начинает подозревать Аннику в шпионаже, и едва не топит её в ванной. Анника раскрывает герою, что она — агент иранской разведки. Призрак убивает члена «Ориона» Виктора, ранит Херли в ногу и похищает его.
Кеннеди отдаёт приказ Митчу вернуться на отдых. Митч с этим не согласен и решает продолжить операцию. Он перебивает иранских агентов, которые следили за Анникой и просит её помочь найти Призрака. С помощью телефона Бехруза им удаётся вычислить его штаб-квартиру. Тем временем Ронни получает часть ядерной бомбы от Бехруза и расстреливает его на глазах Стэна. После он начинает пытать Херли, но в этот момент появляются Митч с Анникой. Митч идёт спасать Херли, а Анника — за Ронни. Рэпп освобождает раненого Стэна, однако Призрак берёт Огден в заложники. Он угрожает убить девушку, и Анника решает застрелиться. Призрак уходит с готовой ядерной бомбой, а Рэпп преследует злодея. Призрак активирует бомбу и уплывает в сторону группировки шестого флота США на своём катере, в надежде потопить её. Митч успевает запрыгнуть на катер, убивает Ронни ножом в горло и отводит катер в сторону. Херли на вертолёте говорит Митчу, что бомбу надо отправить на дно, иначе взрыв затронет побережье и сам флот. Митч вначале отказывается, но потом понимает суть происходящего, топит бомбу в море, а Стэн забирает его на вертолёте. Гремит взрыв. Бомба взрывается под водой, однако кораблям нанесен лишь незначительный ущерб.
После событий Стэн отправляется в больницу в США, дабы подлечить раны и встречает там Айрин Кеннеди. На вопрос о Митче, он отвечает, что герой в отпуске. Стэн вместе с Айрин смотрит выпуск новостей, в котором говорится о победе на выборах сторонников жёсткой линии в Иране. А тем временем в Дубае один из сторонников заходит в лифт, в котором стоит Митч Рэпп. Двери закрываются, и Рэпп улыбается.

## В ролях
| Актёр          | Роль                                    |
| -------------- | --------------------------------------- |
| Дилан О’Брайен | Митч Рэпп тайный наёмник ЦРУ            |
| Майкл Китон    | Стэн Хёрли глава «Ориона»               |
| Сэна Латан     | Айрин Кеннеди заместитель директора ЦРУ |
| Шива Негар     | Анника Огден агент иранской разведки    |
| Тейлор Китч    | Призрак (Ронни) террорист               |
| Дэвид Суше     | Томас Стэнфилд директор ЦРУ             |
| Навид Негабан  | Бехруз премьер-министр Ирана            |
| Скотт Эдкинс   | Виктор член «Ориона»                    |
| Алаа Сафи      | Джавид                                  |
| Халид Лэйт     | Шариф сообщник Призрака                 |
| Мохаммад Бакри | Ашани                                   |
| Шарлотта Вега  | Катрина Харпер девушка Митча            |

## Производство

### Создание
Компания CBS Films приобрела права на серию книг Винса Флинна в 2008 году. Первоначально, первый фильм из серии должен был называться Consent to Kill. Продюсерами должны были стать Лоренцо Ди Бонавентура и Ник Уэкслер, а сценаристом Джонатан Лемкин. Последние несколько фильмов компании провалились в прокате, что заставило их задержать производство этого фильма. На роль режиссёра был первоначально закреплён Антуан Фукуа. По слухам, на роли были выбраны Джерард Батлер (в роли Митча Рэппа), Колин Фаррел и Мэттью Фокс. Тем не менее, было решено сначала снять приквел Consent to Kill, чтобы рассказать историю самого Митча в самом начале его карьеры.
12 февраля 2012 года Джеффри Начманофф заменил Эдварда Цвика в качестве режиссёра фильма. Но позже снова произошли изменения, и по состоянию на март 2016 год режиссёром и сценаристом выступят Майкл Куэста и Стивен Шифф.

### Кастинг
В сентябре 2012 года Брюс Уиллис вел переговоры, чтобы сыграть Стэна Хёрли. Но 9 марта 2016 года на роль был выбран Майкл Китон.
10 октября 2012 года стало известно, что Крису Хемсворту было предложено 10 миллионов долларов за роль Митча Рэппа. Тем не менее, через месяц Крис отказался от роли в связи с плотным графиком. 10 мая 2016 года на главную роль был выбран Дилан О’Брайен, основываясь на том, что «О’Брайен и Митч являются студентами, и есть надежда, что актёр и персонаж будут расти с каждым новым фильмом».
18 августа 2016 года Тейлор Китч присоединился к актёрскому составу в роли «злобного оперативника».
7 сентября 2016 года к актёрскому составу были присоединены Шива Негар и Сэна Латан. Негар получила роль турецкого агента, которая объединяется с Хёрли и Рэппом, а Латан — роль заместителя агента ЦРУ, которую в романах Флинн описывает как M из франшизы о Джеймсе Бонде.

### Съёмки
Съёмки проходили с сентября по декабрь 2016 года в Лондоне, Риме, Пхукете, Бирмингеме и Валлетте.

## Релиз

### Маркетинг
Первое фото Дилана О’Брайена в образе Митча Рэппа было выпущено 12 сентября 2016 года. Первый трейлер был показан на CinemaCon в марте 2017 года.

## Критика
Фильм получил смешанные отзывы кинокритиков. На сайте Rotten Tomatoes фильм имеет рейтинг 34 % на основе 181 рецензий со средним баллом 4,7 из 10. Критический консенсус гласит: «Американский убийца попадает в несколько легких целей, но без достаточного стиля или остроумия, чтобы действительно оживить своих персонажей или выделиться в переполненном списке более убедительных шпионских триллеров». На сайте Metacritic фильм имеет оценку 45 из 100 на основе 30 рецензий критиков, что соответствует статусу «смешанные или средние отзывы». На сайте CinemaScore зрители дали фильму оценку B+ по шкале от A+ до F.
Мэтт Золлер Сейтц из RogerEbert.com дал фильму 2,5 звезды из 4, в основном критикуя путаное отношение фильма к мести: «Американский убийца продолжает говорить вам, что месть отравляет душу и, как правило, это плохая идея, в то же время наблюдая за потрясающими сценами Митча и его коллег, убивающих террористов… Не займет много времени, чтобы выяснить, на что лежит сердце фильма, и это было бы более честно, если бы он принял этот импульс с самого начала». Негативно в сторону фильма высказался и Эд Поттон из газеты The Times, который сказал, что «вполне возможно, что получить удовлетворение от фильма смогут только те, кто никогда не видел шпионских триллеров». Сорен Андерсон из газеты The Seattle Times также высказалась негативно: «О’Брайен мрачно сосредоточен в роли Рэппа, но у него не хватает амбиций в исполнении. Он справляется, но он не Мэтт Деймон или Дэниел Крейг».